# Cantua buxifolia
Cantua buxifolia (span. Cantuta, auch Kantuta oder Qantuta, von Quechua qantu benannt) ist eine Pflanzenart in der Familie der Sperrkrautgewächse (Polemoniaceae).

## Beschreibung

### Vegetative Merkmale
Cantua buxifolia wächst als Strauch, der Wuchshöhen zwischen 2 und 3 Metern erreicht. Ihre relativ kleinen Laubblätter sind rau und haben eine lanzettliche Form.

### Generative Merkmale
Die Cantuta blüht das ganze Jahr. Ihre Blüten sind geruchlos, mit kurzem Blütenkelch und sehr auffälligen Farben, im Allgemeinen Weiß, Gelb, Rosafarben und intensives Rot.

## Vorkommen
Cantua buxifolia wächst wild oder kultiviert in den Andenzonen von Bolivien und Peru, in Höhenlagen zwischen 1200 und 3800 Metern. Sie gedeiht am besten auf lockerem, tonhaltigem Kulturboden, mit organischen Anteilen und guter Drainage.

## Nutzung und Symbolik
Cantua buxifolia wurde bereits in vorspanischer Zeit kultiviert und ist auch unter den spanischen Namen „La Flor Sagrada de los Incas“ (direkt übersetzt „Heilige Blume der Inka“) oder „Flor del Inca“ (direkt übersetzt „Blume des Inka“) bekannt. Sie ist die Nationalblume von Peru und eine von zwei Nationalblumen von Bolivien, die andere ist Patujú (Heliconia rostrata). Sie kann durch Samen und Stecklinge vermehrt werden. Durch Kreuzung wurden Sorten mit einer größeren Variationsbreite an Blütenfarben gezüchtet.